# Championnat de France masculin de hockey sur gazon 2016-2017
Navigation
2015-2016 2017-2018
Le championnat de France de hockey sur gazon 2016-2017 est la 110e édition de ce championnat « Élite » qui constitue le plus haut échelon de compétition masculine de hockey sur gazon en France.
La saison se déroule en deux temps. Lors de la première phase, les huit équipes du championnat s'affrontent en matchs aller retour. Dans un second temps, les quatre premiers de la saison régulière jouent le Top 4 et les quatre derniers les play down. Les deux équipes qui terminent aux deux premières places du Top 4 s'affrontent pour le titre. L'équipe qui termine dernière des play down est relégué et l'équipe qui la précède doit jouer un match de barrage face au second de Nationale 1.
Le Racing club de France remporte le titre face au Saint-Germain-en-Laye Hockey Club. Il s'agit du vingtième deuxième titre du Racing.
Disputent le championnat Elite 2016-2017: Racing Club de France, Saint Germain, FC Lyon HC, Lille MHC, CA Montrouge, Le Touquet, Wattignies et le Stade Français.

## Participants
| \| Lille HC FC Lyon hockey Stade Français Racing Club de France CA Montrouge Wattignies HC Le Touquet ACH Saint-Germain-en-Laye \| Localisation des clubs engagés dans le championnat. |
| Lille HC FC Lyon hockey Stade Français Racing Club de France CA Montrouge Wattignies HC Le Touquet ACH Saint-Germain-en-Laye                                                           |

| Club                              | Nombre de titres | Classement 2015-2016 | Entraîneur       | Stade                           |
| --------------------------------- | ---------------- | -------------------- | ---------------- | ------------------------------- |
| Le Touquet AC hockey              | 0                | 5e                   | Henri Cavenaille | Centre Ferdi Petit              |
| Lille Métropole Hockey Club       | 15               | 4e                   | Pol Gantois      | Stade de la rue Henri Delescaux |
| FC Lyon hockey                    | 11               | 3e                   | Bertrand Santin  | Stade Henri-Cochet              |
| Cercle athlétique de Montrouge    | 5                | 6e                   | Philippe Gourdin | Stade Paul Montay               |
| Racing club de France             | 21               | Champion             | Stéphane Jaquet  | Golf de la Boulie               |
| Saint-Germain-en-Laye Hockey Club | 6                | Finaliste            | Pascal Poulenc   | Stade Georges-Lefèvre           |
| Stade Français                    | 24               | 1er de N1            | J. Tran Van      | Haras Lupin                     |
| Wattignies HC                     | 0                | 7e                   | Stéphane Drieux  | CREPS de Wattignies             |

## Format de la compétition
Le championnat de France Elite de hockey sur gazon se joue en deux phases :
- une première phase de championnat régulier durant laquelle les huit équipes se jouent en match aller/retour (14 journées)
- une deuxième phase de play-off et de play-down durant lesquelles les quatre meilleures équipes d'un côté et les quatre moins bonnes équipes de l'autre se jouent en match aller/retour (6 journées) pour d'une part remporter le titre de champion de France et accéder aux compétitions européennes, et d'autre part, se maintenir dans l'Élite française.

## Saison régulière
| Rang | Équipe           | Pts | J  | G  | N | P  | Bp | Bc | Diff |
| ---- | ---------------- | --- | -- | -- | - | -- | -- | -- | ---- |
| 1    | Saint-Germain HC | 33  | 14 | 10 | 3 | 1  | 60 | 15 | +45  |
| 2    | Racing CF        | 30  | 14 | 9  | 3 | 2  | 47 | 16 | +31  |
| 3    | CA Montrouge     | 25  | 14 | 7  | 4 | 3  | 36 | 17 | +19  |
| 4    | FC Lyon          | 24  | 14 | 7  | 3 | 4  | 33 | 23 | +10  |
| 5    | Stade français   | 20  | 14 | 6  | 2 | 6  | 29 | 40 | -11  |
| 6    | Lille HC         | 19  | 14 | 6  | 1 | 7  | 28 | 36 | -8   |
| 7    | Le Touquet AC    | 5   | 14 | 1  | 2 | 11 | 15 | 53 | -38  |
| 8    | Wattignies HC    | 2   | 14 | 0  | 2 | 12 | 15 | 63 | -48  |

## Play-offs
| Rang | Équipe           | Pts | J | G | N | P | Bp | Bc | Diff |
| ---- | ---------------- | --- | - | - | - | - | -- | -- | ---- |
| 1    | Saint-Germain HC | 10  | 6 | 3 | 1 | 2 | 20 | 14 | +6   |
| 2    | Racing CF        | 10  | 6 | 3 | 1 | 2 | 12 | 10 | +2   |
| 3    | FC Lyon          | 10  | 6 | 3 | 1 | 2 | 14 | 18 | -4   |
| 4    | CA Montrouge     | 4   | 6 | 1 | 1 | 4 | 14 | 18 | -4   |

## Play-down
| Rang | Équipe         | Pts | J | G | N | P | Bp | Bc | Diff |
| ---- | -------------- | --- | - | - | - | - | -- | -- | ---- |
| 1    | Lille HC       | 14  | 6 | 4 | 2 | 0 | 13 | 5  | +8   |
| 2    | Wattignies HC  | 11  | 6 | 3 | 2 | 1 | 14 | 7  | +7   |
| 3    | Stade français | 7   | 6 | 2 | 1 | 3 | 13 | 13 | 0    |
| 4    | Le Touquet AC  | 1   | 6 | 0 | 1 | 5 | 4  | 19 | -15  |

## Bilan

### Qualifications européennes
En tant que champion de France en titre, le Racing Club de France est le premier représentant français pour disputer l'Euro Hockey League 2017/2018.
Vainqueur du championnat régulier, le Saint-Germain Hockey Club a  obtenu le second ticket pour participer à l'EHL.

### Promotion et relégation
Le Touquet AC Hockey, en tant que dernier des play-down (8e), est directement relégué en deuxième division française (Nationale 1).
Le Polo Hockey Club (Marcq-en-Barœul), champion de Nationale 1, est promu en Élite.
Le Stade Français, arrivée 7e en fin de saison, doit effectuer un barrage face au Amiens Sports Club, 2e de Nationale 1, afin de sauver sa place en Elite.